# Збірна НДР з хокею із шайбою

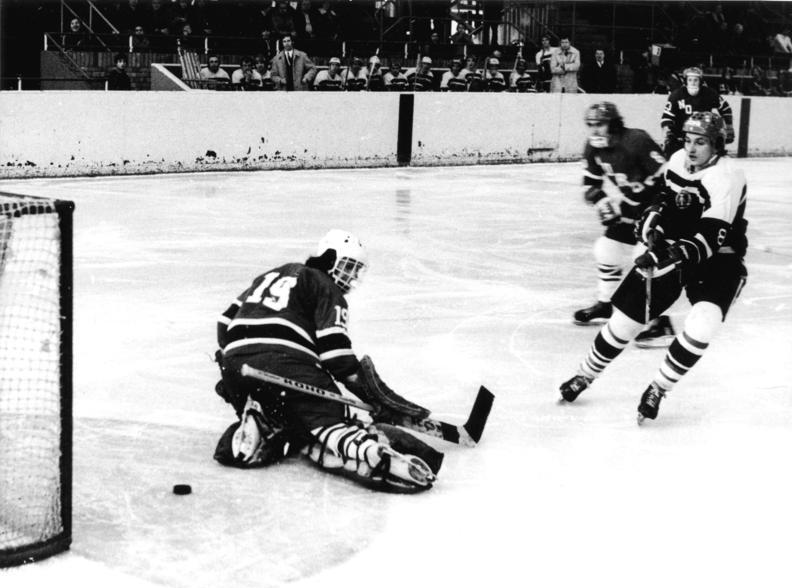
матч — 1974 рік

Збірна НДР з хокею із шайбою — національна команда Німецької Демократичної Республіки створена у 1951 році та представляла країну на міжнародних змаганнях з хокею із шайбою. Найкраще досягнення команди було у 1966 році, бронзова нагорода на чемпіонаті Європи з хокею. Єдиний виступ на Олімпійських іграх в Греноблі. Вони закинули 13 шайб у 7 матчах, але так і не виграли жодної гри, залишившись на останньому місці у турнірній таблиці. З того часу збірна відмовилися від участі в Олімпійському хокейному турнірі, але брала участь в інших турнірах. Команда припинила існування в 1990 році якраз перед об'єднанням Німеччини.

## Результати

### Виступи на Олімпійських іграх
- 1968 — 8-е місце